# Magazine (Ailee)
Magazine è il terzo EP della cantante sudcoreana Ailee, pubblicato nel settembre 2014.

## Tracce
1. Don't Touch Me (손대지마; Sondaejima) – 3:25
2. Crazy (미치지 않고서야; Michiji Ankoseoya) (con Dynamic Duo) – 3:42
3. Goodbye Now (이제는 안녕; Ijeneun Annyeong) – 3:38
4. Sudden Illness (문득병; Mundeukbyeong) – 2:59
5. Teardrop – 3:59
6. Don't Touch Me (Instrumental) – 3:25